# Francisco Pizzini
Francisco Andrés Pizzini, conhecido apenas como Pizzini (Bahía Blanca, 19 de setembro de 1993) é um futebolista argentino que atua como ponta-direita. Atualmente, joga no Vélez Sarsfield.

## Carreira

### Independiente
Nascido em Bahía Blanca, Pizzini fez toda a sua base no Independiente e estreou pelo Independiente na derrota por 3–0 para o All Boys, em 12 de maio de 2012. Em 11 de junho de 2014, fez um dos gols do Independiente na vitória por 2 a 0 sobre Huracán, ajudando o Rojo a retornar à Primeira Divisão após cair no ano anterior.
Em julho de 2014, ele marcou os dois gols da vitória contra o Belgrano nas oitavas de final da Copa Argentina de 2013–14.

### Olimpo
Foi anunciado como novo reforço do Olimpo, clube também argentino, por empréstimo de 1 ano e meio. Em junho de 2017, sofreu uma séria lesão no joelho esquerdo que o afastou do futebol por 6 meses no jogo contra o Boca Juniors.

### Retorno ao Independiente
Retornou ao Independiente em 2018, renovando o contato por mais três anos e com uma multa de 20 milhões de dólares.
Em 20 de janeiro de 2020, O Independiente chegou acertar o empréstimo de Pizzini com Trapani, clube que brigava para não cair para 3a divisão na época, por 1 ano e meio. O objetivo da negociação era regularizar as finanças do clube devido ao alto salário e ao rendimento baixo do atleta, mas a negociação não foi para frente e Pizzini acabou ficando no Rojo.

### Defensa y Justicia
Após as negociações com o time italiano não se concretizarem, em 24 de janeiro de 2020, o Rojo acertou o empréstimo de Pizzini por 1 ano e meio para o Defensa y Justicia. Participou das campanhas que o Defensa se sagrou campeão da Copa Sul-Americana de 2020 (vitória por 3–0 sobre o Lanús) e da Recopa Sul-Americana de 2021 (empate em 3–3 no agregado e vitória por 4–3 nos pênaltis sobre o Palmeiras).
Fez um dos gols do Defensa na vitória por 3–0 sobre o Universitario, na 2.a rodada da fase de grupos na Libertadores.  Após o fim de seu empréstimo com o Halcon, retornou ao Independiente.

### Retorno ao Independiente
Após seu período de empréstimo no Defensa y Justicia ter terminado, retornou em junho de 2021 para o Independiente.

### Retorno ao Defensa y Justicia
No dia 27 de julho de 2021, foi anunciado seu retorno ao Defensa y Justicia após o clube pagar 200 mil dólares ao Independiente por 50% de seu passe, tendo Pizzini assinado contrato até 2023. Pizzini em sua primeira passagem havia jogado 40 partidas, com 4 gols e 12 assistências. No empate de 3–3 com o Patronato, Pizzini fez um dos gols do Defensa, o 1.º do clube no jogo.

### Talleres
Em 27 de junho de 2022, foi anunciada sua transferência para o Talleres. O clube de Córdoba comprou os 100% de seu passe por 600 mil dólares e assinou seu contrato  até dezembro de 2025.

## Títulos

### Independiente
- Copa Sul-Americana: 2017

### Defensa y Justicia
- Copa Sul-Americana: 2020
- Recopa Sul-Americana: 2021

### Vélez Sarsfield
- Campeonato Argentino: 2024